# Eberhard Bethge
Eberhard Bethge (Rosenau, 28 augustus 1909 – Wachtberg, 18 maart 2000) was een Duits theoloog. Hij is vooral bekend als biograaf van de bekende verzetsstrijder en predikant, Dietrich Bonhoeffer.

## Levensloop
Bethge werd geboren als de zoon van een predikant. Hij besloot zelf ook theologie te studeren. Zoals gebruikelijk voor Duitse theologiestudenten volgde hij zijn opleiding aan verschillende universiteiten, waaronder Koningsberg, Berlijn, Wenen, Tübingen en Halle en Wittenberg. Bethge werd lid van de Hitlerjeugd, maar raakte als snel gedesillusioneerd en voegde zich bij de Belijdende Kerk. De kerk was in 1934 ontstaan uit verzet tegen het nazisme.
Bethge vervolgde in 1935 zijn studie aan het ondergrondse predikantsseminarie van de Belijdende Kerk in Finkenwalde, waar hij Dietrich Bonhoeffer leerde kennen. Tussen beide mannen ontstond al snel een hechte vriendschap. Beiden hadden veel interesse in muziek, sport en deelden een afkeer van de nationaalsocialistische leer. De Gestapo sloot het seminarie in 1937. Bethge trad tot 1940 op als contactpersoon voor de studenten die verspreid over Pommeren hun studie onder Bonhoeffer vervolgden.
Bonhoeffer vervulde in de jaren daarna een spilfunctie in het Duitse verzet tegen Hitler. In 1943 werd hij gearresteerd. Terwijl zijn vriend in de gevangenis zat trouwde Bethge met diens nichtje Renate Schleicher, de dochter van Bonhoeffers zus Ursula en Rudigër Schleicher. Bethge en Bonhoeffer bleven elkaar schrijven. Bonhoeffer had een preek gestuurd voor de bruiloft en stuurde opnieuw een preek om nadat het stel na een jaar beviel van een zoon die de naam Dietrich kreeg.
Na de mislukte aanslag op Adolf Hitler op 20 juli 1944 zag de situatie er voor Bonhoeffer een stuk slechter uit. Hij had in contact gestaan met de mensen die achter de aanslag een daarop volgende staatsgreep zaten. Verschillende familieleden van Bonhoeffer, waaronder zijn broer Klaus en zwager Rudigër Schleicher, werden gearresteerd. Een andere zwager, Hans von Dohnányi, zat al sinds april 1943 vast. Ook voor Bethge, die zich op het moment van de aanslag als soldaat in Italië bevond, volgde arrestatie. In tegenstelling tot Dietrich en Klaus Bonhoeffer, Schleicher en Von Dohnányi, overleefde Bethge zijn gevangenschap wel. Hij werd aan het einde bevrijd door de Russen.
Na zijn vrijlating werkte Bethge onder andere als studentenpredikant aan de Humboldtuniversiteit en de Technische Hogeschool in Berlijn, van 1953 tot 1961 stond hij op de kansel van de Duitstalige gemeente in Londen, dezelfde kerk waar Bonhoeffer van 1933 tot 1935 predikant was. Van 1961 tot 1976 was hij directeur van een pastorale opleiding in Rengsdorf. 
Bethge bleef zeer kritisch op de Duitse kerk. Hij hekelde de anti-Joodse houding van de Duitse kerk. In zijn ogen had ook de Belijdende Kerk te weinig gedaan voor de vervolgde Duitse Joden. Volgens Bethge miste de Theologische verklaring van Barmen een zevende these, waarin afstand werd genomen van de Jodenvervolging door de nazi's.

## Bonhoeffers nalatenschap
Het meest bekend is Bethge geworden vanwege zijn bemoeienis met de nalatenschap van Bonhoeffer. Hij vestigde de naam van Bonhoeffer als verzetsman, theoloog en martelaar. Het boek Ethiek had Bonhoeffers magnus opum moeten worden, maar hij kreeg het niet af voor zijn dood. Bethge rondde de publicatie verder af. In 1949 zag het boek het levenslicht. In 1951 publiceerde Betghe de brieven die Bonhoeffer vanuit de gevangenis aan hem gericht had onder de titel Verzet en overgave. In het boek verwoordde Bonhoeffer de gedachten over de mondige wereld en de mens die niet meer religieus was.
Daarna verschenen de Verzamelde geschriften. In 1967 publiceerde Bethge een dikke biografie over Bonhoeffer. Bethge reisde de wereld rond om te vertellen over Bonhoeffer. Hij vertegenwoordigde de Duitse theoloog als het ware in het publieke debat. Door Bethges uitlatingen, interpretatie en uitleg van Bonhoeffers theologie bleef deze actueel. Dagblad Trouw schreef over Bethge: "Bethge vertolkte Bonhoeffer, maar bewaakte hem ook. De stem van de vrome, filosofische, of conservatieve Bonhoeffer, die sommigen meenden te horen, kreeg op zijn gezag weinig kans. De 'apostolische' rol van Bethge als ooggetuige hield de band met Bonhoeffer levend, maar stond ook wel eens een vrije omgang met diens erfenis in de weg".

## Persoonlijk
Bethge werd overleefd door zijn vrouw Renate Schleicher, met wie hij een zoon en twee dochters kreeg.

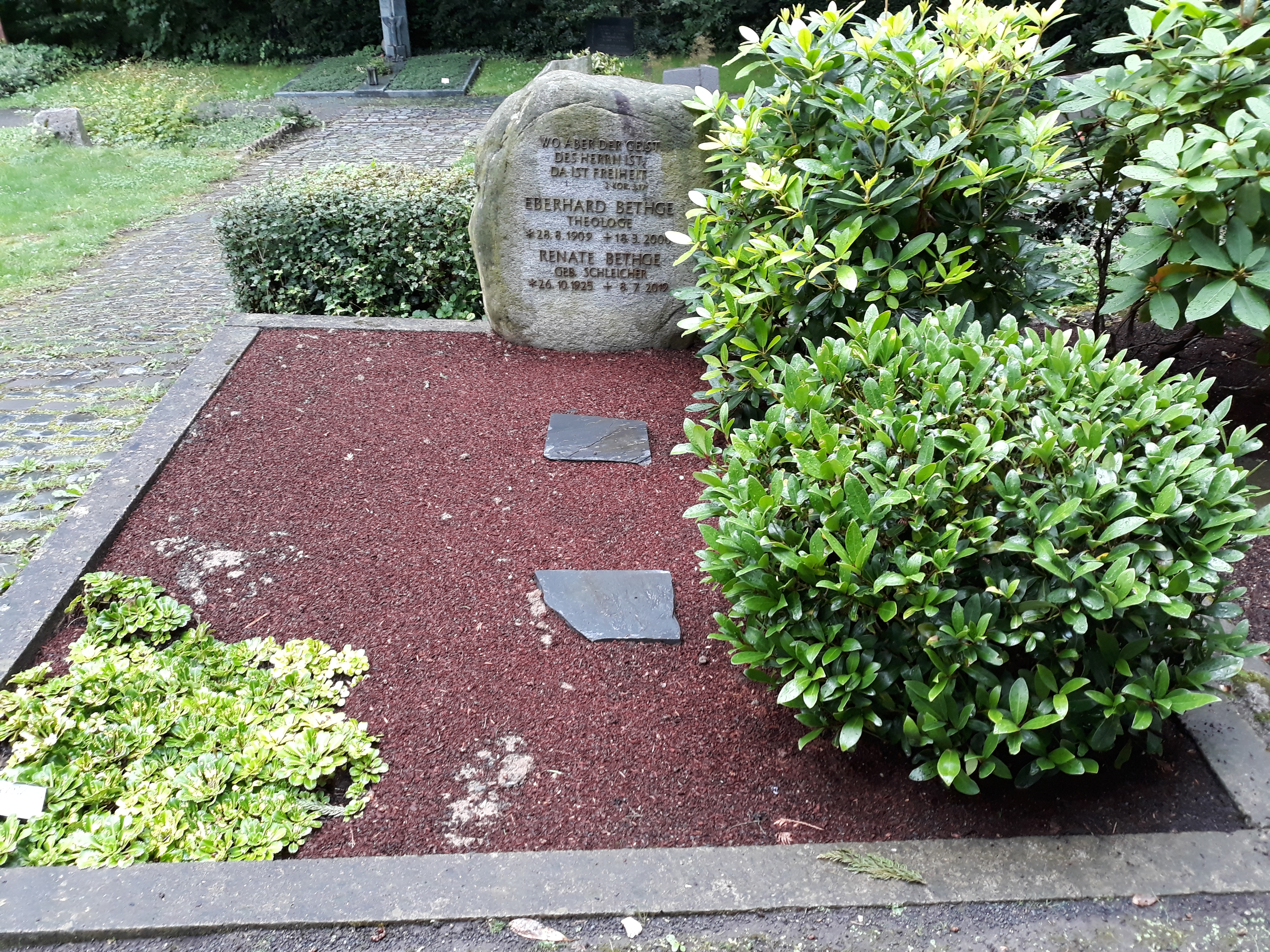

- Bibsys: 90054107
- Biblioteca Nacional de España: XX1100789
- Bibliothèque nationale de France: cb118918469 (data)
- Catàleg d'autoritats de noms i títols de Catalunya: 981058514680306706
- CiNii: DA02053110
- Gemeinsame Normdatei: 118510290
- International Standard Name Identifier: 0000 0001 1032 4672
- Library of Congress Control Number: n79113914
- Bibliotheek van het Japanse parlement: 00433201
- Nationale Bibliotheek van Tsjechië: skuk0001680
- Nationale bibliotheek van Australië: 35018183
- Nationale Bibliotheek van Israël: 987007258777405171
- Nationale Bibliotheek van Polen: a0000001724429
- Nederlandse Thesaurus van Auteursnamen: 071703985
- Réseau des bibliothèques de Suisse occidentale: 02-A003001696
- Istituto Centrale per il Catalogo Unico: CFIV088521
- Système universitaire de documentation: 02672636X
- Trove: 792675
- Virtual International Authority File: 109439970
- WorldCat: E39PBJwD6WDGkc9GBvVxQgXw4q